# حوضه بزرگ
حوضه بزرگ (به انگلیسی: Great Basin) بزرگ‌ترین ناحیه از حوضه‌های آب‌ریز داخلی هم‌جوار در آمریکای شمالی است که به دلیل شرایط خشک آب و هوایی و مکان‌نگاری حوضه و سلسله‌اش مورد توجه است. مکان‌نگاری حوضه و سلسلهٔ حوضه بزرگ از پست‌ترین نقطهٔ آمریکای شمالی در حوضهٔ بدواتر تا قلهٔ کوه ویتنی که مرتفع‌ترین نقطه در ۴۸ ایالت هم‌جوار آمریکا است متغیر است. این دو نقطه کم‌تر از ۱۶۰ کیلومتر از هم فاصله دارند. این منطقه چندین بخش فیزیکی-جغرافیایی، زیمان/بوم‌منطقه و بیابان را در بر می‌گیرد و علاوه بر خاستگاه اجدادی قبایل حوضه بزرگ، محل تشکیل ایالت موقتی دزرت در ۱۸۴۹ نیز بوده‌است.